# John Lubbock, 3. Baronet

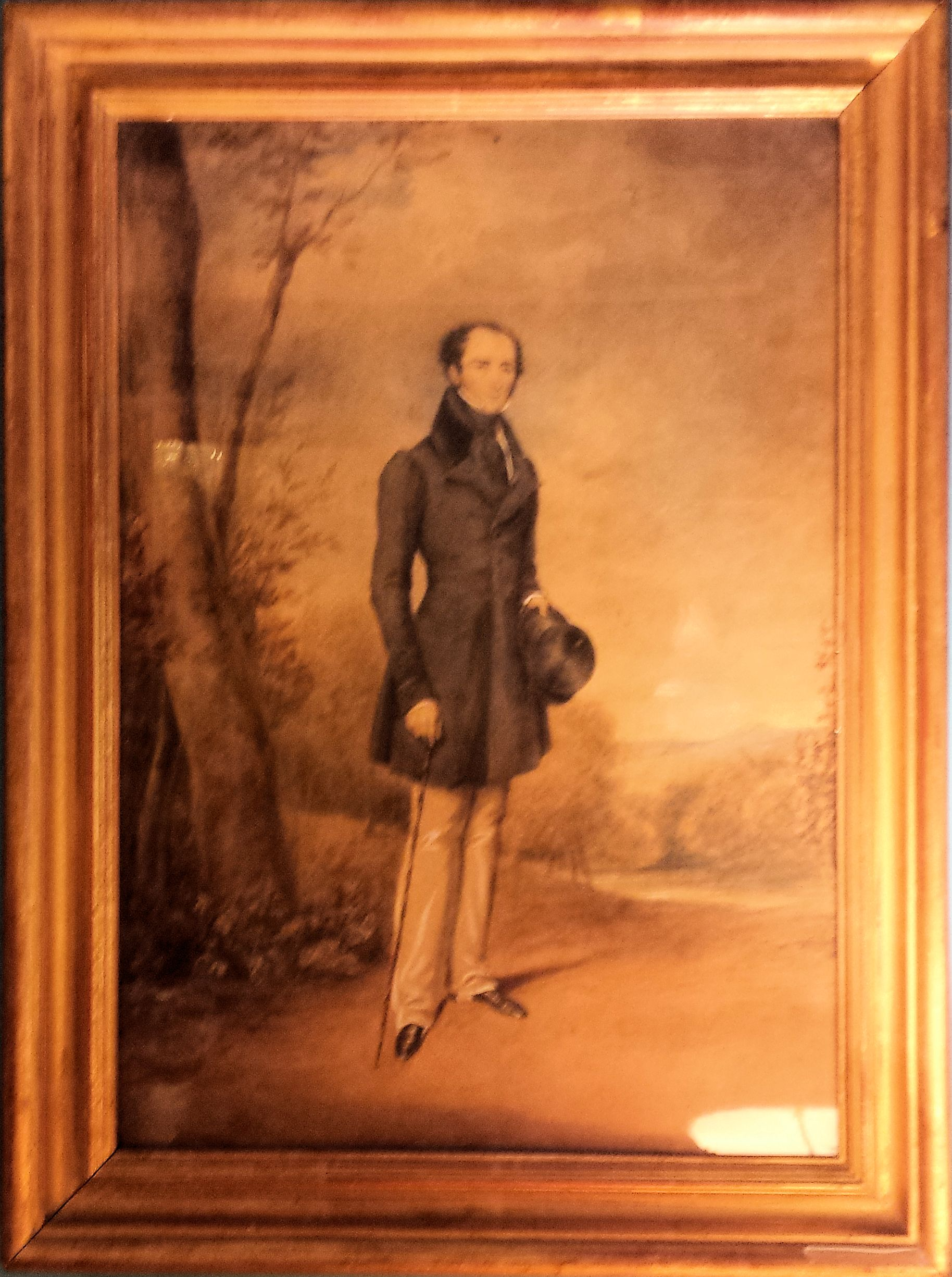
Sir John William Lubbock, 3. Baronet, 1843

Sir John William Lubbock, 3. Baronet (* 26. März 1803 in London; † 21. Juni 1865 in High Elms, Kent) war ein britischer Astronom, Physiker, Mathematiker und Bankier. Er galt als führend in der Verbreitung der Wahrscheinlichkeitstheorie von Laplace in England. Er erwarb sich Verdienste um die Theorieentwicklung zu den Gezeiten und um die Beschreibung der Bewegung von Kometen und Planeten und ihren Perturbationen.

## Leben
Lubbock war das einzige Kind von Sir John William Lubbock, 2. Baronet (1774–1840) und Mary Entwisle. Beim Tod seines Vaters erbte er 1840 dessen 1806 in der Baronetage of the United Kingdom geschaffenen Adelstitel als 3. Baronet, of Lammas.
Lubbock studierte ab 1821 am Trinity College der University of Cambridge, wo er 1825 den Abschluss eines Bachelor of Arts und 1833 den eines Master of Arts erwarb. 1825 trat er in das Bankhaus seines Vaters ein (Lubbock & Co., eine Vorgängerinstitution der Royal Bank of Scotland). 1828 wurde er Fellow der Astronomical Society (seit 1831 Royal Astronomical Society) und 1829 Fellow der Royal Society, deren Schatzmeister und Vizepräsident er von 1830 bis 1835 und von 1838 bis 1847 war. 1832 wurde Lubbock in die American Academy of Arts and Sciences gewählt. 1834 wurde er mit der Royal Medal ausgezeichnet, 1836 hielt er die Bakerian Lecture über die Gezeiten im Londoner Hafen, 1848 erhielt er eine Anerkennungsmedaille der Royal Astronomical Society. Von 1837 bis 1842 fungierte er als Vizekanzler der University of London, 1852 als High Sheriff of Kent.
Nach ihm sind der Mount Lubbock in der Antarktis und der Mondkrater „Lubbock“ benannt.
Aus seiner am 29. Juni 1833 geschlossenen Ehe mit Harriet Hotham hatte er elf Kinder. Sein ältester Sohn, John Lubbock, 1. Baron Avebury, erbte 1865 seinen Baronettitel.